# 施蒂岑格林
施蒂岑格林（德語：Stützengrün）是德国萨克森州的市镇，隶属于厄尔士山县。总面积为28.29平方千米，截至2023年12月31日总人口为2,993人。